# Våk
Våk is een plaats in de Noorse gemeente Våler, fylke Østfold. Våk telt 1014 inwoners (2007) en heeft een oppervlakte van 0,61 km².
Våk omvat de woongebieden Texneslia, Dammyr en Kordahl.